# Estadio Defensores del Chaco
Das Estadio Defensores del Chaco (deutsch Verteidiger-des-Chaco-Stadions) ist ein Fußballstadion in der paraguayischen Hauptstadt Asunción. Es wurde 1917 eröffnet und bietet heute den Zuschauern 36.000 Sitzplätze. Es ist das größte Stadion des Landes. Gegenwärtig wird es hauptsächlich von der paraguayischen Fußballnationalmannschaft genutzt.

## Geschichte
Das Stadion wurde 1917 als Estadio de Puerto Sajonia (deutsch Hafen-Sajonia-Stadion) eröffnet, da es in Sajonia – einem Vorort von Asunción – liegt. Später wurde es in den heutigen Namen Estadio Defensores del Chaco umbenannt, um die am Chacokrieg teilgenommenen Soldaten zu ehren. 2002 schrumpfte die Kapazität von 50.000 auf 42.354 Zuschauer, nachdem alle Stehplätze in Sitzplätze umgewandelt wurden. 2006 wurde im Stadion ein Museum eröffnet, welches sich mit dem Fußball in Paraguay beschäftigt.
Im Laufe der Zeit war die Anlage sowohl Austragungsort der Copa Sudamericana als auch der Copa Libertadores. Des Weiteren wurden hier die Copa América in den Jahren 1975, 1979, 1983 und 1999 sowie die U-20-Fußball-Südamerikameisterschaft 2007 ausgetragen. Das Stadion war ein Austragungsort der Südamerikaspiele 2022.